# Somewhere Far Beyond
Somewhere far Beyond – album heavymetalowej formacji Blind Guardian, wydany w 1992 roku. Utwór Somewhere Far Beyond powstał na podstawie serii Mroczna Wieża Stephena Kinga, The Bard Song - Hobbit został zainspirowany książką Hobbit, czyli tam i z powrotem J.R.R. Tolkiena, Quest For Tanelorn jest oparty na dziełach Micheala Moorcocka, a tekst Time What Is Time? powstał w oparciu o film Łowca androidów.

## Lista utworów
1. Time What is Time – 5:42
2. Journey Through the Dark – 4:45
3. Black Chamber – 0:56
4. Theatre of Pain – 4:15
5. The Quest for Tanelorn – 5:53
6. Ashes to Ashes – 5:58
7. The Bard’s Song: In the Forest – 3:09
8. The Bard’s Song: The Hobbit – 3:52
9. The Piper's Calling – 0:58
10. Somewhere Far Beyond – 7:28
11. Spread Your Wings (cover zespołu Queen) (bonus) – 4:13
12. Trial By Fire (cover zespołu Satan) – 3:42
13. Theatre of Pain (Classic Version/bonus) – 4:13

Dodatkowe utwory na wersji zremasterowanej z 2007 roku:
1. Ashes to Ashes (wersja demo) – 5:51
2. Time What is Time (wersja demo) – 5:09

## Twórcy

### Zespół
- Hansi Kürsch – wokal, gitara basowa
- André Olbrich – gitara
- Marcus Siepen – gitara
- Thomas „Thomen” Stauch – perkusja

### Goście
- Piet Sielck – efekty, gitara
- Mathias Wiesner – efekty i gitara basowa w utworze „Spread Your Wings”
- Rolfi Köhler, Billy King i Kalle Trapp – wokal
- Stefan Will – fortepian
- Peter Rübsam – dudy
- Kai Hansen – gitara w utworze „The Quest for Tanelorn"